# Марка Камеруну
Марка Камеруну (нім. Kamerun Mark) — грошова одиниця Німецької Західноафриканської колонії Камерун, яка перебувала в обігу з 1914 року. В 1920 році марка була вилученою повністю з обігу. 1 Камерунська марка ділилася на 100 пфенігів.

## Історія
Докладніше Історія Камеруну
З самого початку колонізації Німецькою імперією Камеруну в обігу перебувала німецька марка. На початку Першої світової війни, Західноафриканські колонії перебували в певній блокаді в зв'язку з воєнними діями в Німецькій імперії. Також з усіх боків тиснули на Німецький Камерун французькі, бельгійські та британські війська. у 1914 році уряд Камеруну приймає рішення про друк власних екстрених банкнот. 17 серпня 1914 року в обігу з'являються екстрені гроші вироблені на картоні різних кольорів, номіналами 5, 50 та 100 марок. Камерунська марка за зразком німецької, ділилася на 100 пфенігів. В 1920 році згідно з постановою Ліги Націй Камерун розділився на 2 частини: на британську та французьку. На французькій частині було вирішено ввести в обіг камерунський франк, а на британській в обігу певний час знаходився Британський фунт. В 1919 році Східноафриканською Валютною радою (англ. West African Currency Board) було прийняте рішення поруч з фунтом пустити в обіг східноафриканський шилінг у співвідношенні 1:1.

## Екстрені банкноти
В 1914 році Камерунським урядом в обіг були введеним екстрені купюри номіналами в 5, 50 та 100 марок.

5 марок зразка 1914 року, цупкий картон
50 марок зразка 1914 року, цупкий картон
50 марок зразка 1914 року, цупкий картон
100 марок зразка 1914 року, цупкий картон